# Fold (Unix)
fold es un comando Unix utilizado para hacer que un archivo con líneas largas sea más legible en un terminal de ordenador de ancho limitado realizando un salto de línea.
La mayoría de los terminales Unix tienen un ancho de pantalla por defecto de 80, por lo que la lectura de archivos con líneas largas puede resultar molesta. El comando fold pone un salto de línea cada X caracteres si no llega a una nueva línea antes de ese punto. Si se establece el argumento -w, el comando fold permite al usuario establecer la longitud máxima de una línea.

## Historial
fold forma parte de la Guía de Portabilidad X/Open desde el número 4 de 1992. Fue heredado en la primera versión de POSIX.1 y en la Especificación Única de Unix. Apareció por primera vez en 1BSD de 1977.
La versión de fold incluida en GNU coreutils fue escrita por David MacKenzie.
El comando está disponible como un paquete separado para Microsoft Windows como parte de la colección UnxUtils de ports nativos Win32 de utilidades comunes GNU tipo Unix.

## Ejemplo
Como ejemplo de uso, para acortar un archivo llamado archivo.txt y que tenga un máximo de 50 caracteres por línea, se podría ejecutar el siguiente comando:
```
fold
 
-w
 
50
 
archivo.txt

```

- archivo.txt:

```
Lorem ipsum dolor sit amet, consectetuer adipiscing elit. Curabitur dignissim
venenatis pede. Quisque dui dui, ultricies ut, facilisis non, pulvinar non,
purus. Duis quis arcu a purus volutpat iaculis. Morbi id dui in diam ornare
dictum. Praesent consectetuer vehicula ipsum. Praesent tortor massa, congue et,
ornare in, posuere eget, pede.

Vivamus rhoncus. Quisque lacus. In hac habitasse platea dictumst. Nullam mauris
tellus, sollicitudin non, semper eget, sodales non, pede. Phasellus varius
ullamcorper libero. Fusce ipsum lorem, iaculis nec, vulputate vitae, suscipit
vel, tortor. Cras varius.

Nullam fringilla pellentesque orci. Nulla eu ante pulvinar velit rhoncus
lacinia. Morbi fringilla lacus quis arcu. Vestibulum sem quam, dapibus in,
fringilla ut, venenatis ut, neque.

```

- salida:

```
Lorem ipsum dolor sit amet, consectetuer adipiscin
g elit. Curabitur dignissim
venenatis pede. Quisque dui dui, ultricies ut, fac
ilisis non, pulvinar non,
purus. Duis quis arcu a purus volutpat iaculis. Mo
rbi id dui in diam ornare
dictum. Praesent consectetuer vehicula ipsum. Prae
sent tortor massa, congue et,
ornare in, posuere eget, pede.

Vivamus rhoncus. Quisque lacus. In hac habitasse p
latea dictumst. Nullam mauris
tellus, sollicitudin non, semper eget, sodales non
, pede. Phasellus varius
ullamcorper libero. Fusce ipsum lorem, iaculis nec
, vulputate vitae, suscipit
vel, tortor. Cras varius.

Nullam fringilla pellentesque orci. Nulla eu ante
pulvinar velit rhoncus
lacinia. Morbi fringilla lacus quis arcu. Vestibul
um sem quam, dapibus in,
fringilla ut, venenatis ut, neque.

```